# يوسف بن عمر الثقفي
يوسف بن عمر بن محمد بن الحكم بن أبي عقيل الثقفي العراقي أمير العراق، وخراسان لهشام بن عبد الملك، ثم أقره الوليد بن يزيد على العراق. كان شهما سائسا مهيبا جبار عسوف جواد معطاء، وقد كان ولي اليمن قبل العراق، ويوسف بن عمر هو بن عم الحجاج بن يوسف الثقفي. قال ابن عساكر : لما هلك الحجاج بن يوسف الثقفي ، وتولى بعد يزيد بن المهلب العراق لسليمان بن عبد الملك أخذ يوسف بن عمر مع آل الحجاج ليعذب وكان يزيد بن المهلب يبغض الحجاج وأقاربة، فقال يوسف : أخرجوني أسأل، فدفع إلى الحارث الجهضمي وكان مغفلا، فأتى دارا لها بابان، فقال : دعني أدخل إلى عمتي أسألها فدخل وهرب من الباب الآخر .
كان يوسف من ولاة العهد الأموي، كانت منازل أهله في البلقاء بشرقي الأردن، تولي اليمن لهشام بن عبد الملك سنة 106هـ، وكانت قبضته شديدة فيها؛ فبعد ولايته بسنة واحدة خرج عليه في اليمن عباد الرعيني الذي ادعى أنه حميري آخر الزمان، وكان له من الأتباع ثلاثمئة رجل، فتمكن يوسف من القضاء على ثورته وقتله مع أصحابه؛ مما زاد في مكانته عند الخليفة فما زال على اليمن حتى جاءه التقليد بولاية العراق، فاستخلف ابنه الصلت على اليمن وسار هو للعراق .

## ولاية يوسف بن عمر على العراق
كتـب هشام بن عبد الملك بعدما غضب على خالد القسري إلى يوسـف بـن عمـر الثقفـي وهـو باليمـن يأمـره أن يقـدم فـي ثلاثيـن مـن أصحابـه إلـى العراق فقد ولاه ذلك. فسار إلى الكوفة ونـزل قريبـاً منهـا وقـد ختـن طـارق خليفـة خالـد بالكوفة ولده وأهدى إليه وصيفاً ووصيفة سوى الأموال والثياب. ومر يوسف وأصحابه ببعض أهل العراق فسألوهم فعرضوا وظنوهم خوارج وركب يوسف إلى دور ثقيف فكتموا ثم جمع يوسف بالمسجد من كان هنالك من مضر ودخل مع الفجر فصلى وأرسل إلى خالد بن عبد الله القسري وطارق فأخذهما. وقيل إن خالد كان بواسط وكتب إليه بالخبر بعـض أصحابـه مـن دمشـق فركـب إلـى خالـد وأخبـره بالخبـر وقـال: اركب إلى أمير المؤمنين واعتذر إليه قال لا أفعل بغير إذن قال فترسلني أستأذنه. قال: لا قال فاضمن له جميع مانكسر في هذه السنين من الخراج والمال وآتيك بعهده وهي مائة ألف ألف. قال: والله ما أجد عشرة آلاف ألف. قال أتحملها أنا وفلان وفلان قال لاأعطي شيئاً وأعود فيه. فقال طارق: إنما نقيك ونقي أنفسنا بأموالنا ونستبقي الدنيا وتبقى الدنيا عليك وعلينا خير من أن يجيء من يطالبنا بالأموال وهي عند الكوفة فنقتل ويأكلوا الأموال. فأبى خالد من ذلك كله فودعـه طـارق ومضـى وبكـى ورجع إلى الكوفة. وخرج خالد إلى الحمة وجاء كتاب هشام بخطه إلى يوسف بولاية العراق وأن يأخـذ ابـن النصرانية يعني خالد بن عبد الله القسري وعماله فيعذبهم فأخذ الأولاد وسار من يومه واستخلف على اليمن ابنه الصلت. وقدم في عام 120هـ فنزل النجف وأرسل خادمه كيسـان فجـاء بطـارق ولقيـه بالحيرة فضربه ضرباً مبرحاً ودخل الكوفة. وبعث عثمان عطاء بن مقدم إلى خالد القسري بالحمة فقدم عليه وحبسه وصالحه عنه أبان بن الوليد وأصحابه على سبعة آلاف ألف. ووكانت ولايه خالد على العراق خمس عشرة سنة. ولما ولي يوسف نزلت الذلة بالعراق على العرب وصار الحكم فيه إلى أهل الذمة.
وكان يوسف يضرب بحمقه وتيهه المثل، فكان يقال : أحمق من أحمق ثقيف . وحجمه إنسان مرة، فهابه وأرعد، فقال يوسف : قل لهذا البائس : لا تخف، ومارضي أن يخاطبه .
وقد هم الوليد بن يزيد بعزله، فبادر وقدم له أموالا عظيمة، وبذل لكي برسل له الوليد، خالد بن عبد الله القسري أربعين ألف ألف درهم، فأخرج خالد من الشام مقيداً إلى يوسف بن عمر وسلم إليه بالعراق، فأهلكه تحت العذاب والمصادرة، وأخذ منه ومن أعوانه تسعين ألف ألف درهم

## قتلة لزيد بن علي
وفد زيد بن علي على يوسف بن عمر بالعراق، فأحسن جائزته، فأتى زيد قوم من الكوفة ، فقالوا : ارجع نبايعك ونخرج على يوسف فما يوسف بشيء، فأصغى إليهم زيد وعسكر بالكوفة واعلن الثورة على الامويين ، فحاربة يوسف واخمد ثورتة وقتل زيد في المعركة ثم صلبة يوسف أربع سنين .

## نهاية يوسف بن عمر ومقتلة
بعد ان قتل يزيد بن الوليد ابن عمه الوليد بن يزيد وتولى الخلافة، أرسل منصور بن جمهور الكلبي واليا جديداً للعراق وخراسان بدلاً من يوسف بن عمر، ولم يكن منصور بن جمهور من أهل الدين وإنما صار مع يزيد لرأيه في الغيلانية وحنقاً على يوسف لقتله خالد بن عبد الله القسري ولما بلغ يوسف بن عمر مقتل الوليد بن يزيد خاف من يزيد بن الوليد وحبس رؤساء القبائل اليمانية حتى تجتمع مضر عليه، فلم ير عندهم مايحب فأطلق رؤساء اليمانية. وأقبل منصور بن جمهور وكتب من موقع عين البقر إلى قواد الشام في الحيرة بأخذ يوسف وعماله فأظهـر يوسـف الطاعة. ولما قرب منصور دخل يوسف دار عمر بن محمد بن سعيد بن العاص وهرب منها للشام وبعث يزيد بن الوليد خمسين فارساً لتلقيه. فلما أحس بهم هرب واختفى ووجد بين النساء فأخذوه وجاؤوا به إلى يزيد فحبسـه مـع ابني الوليـد بن يزيد عثمان والحكم في دمشق وعندما دخل مروان بن محمد الشام وهزم جيوش يزيد بن الوليد بعث يزيد بن خالد بن عبد الله القسري مولاه أبا الأسد فدخل السجن وضرب عنق يوسف بن عمر وكان ذلك عام 127هـ وكان عمره 60 عاما ونيف .
وقيل : رموه قتيلا، فشد الصبيان في رجله حبلا، وجروه في أزقة دمشق . وكان قصير القامة له لحية عظيمة تصل إلى سرته .